# Directiva de ensayos clínicos
La Directiva de Ensayos Clínicos (Directiva oficial 2001/20/CE del 4 de abril de 2001, de la Eurocámara y del Consejo en la aproximación de las leyes, controles y las provisiones administrativas de los Estados miembros relacionadas con la implementación de buenas prácticas clínicas en la realización de pruebas clínicas en fármacos para uso humano) es una directiva de la Unión Europea que apuntaba a facilitar el mercado interno de medicamentos dentro de la Unión Europea, al mismo tiempo manteniendo un nivel apropiado de protección de la salud pública. Buscaba simplificar y armonizar las provisiones administrativas que gobiernan los ensayos clínicos en la Comunidad europea mediante el establecimiento de un procedimiento claro y transparente.
Antes del 1 de mayo de 2003, los Estados miembros de la Unión Europea tuvieron que adoptar y publicar las leyes, controles y las provisiones administrativas necesarias para cumplir con esta directiva. Los Estados miembros tuvieron que poner estas provisiones en vigencia, a más tardar, para el 1 de mayo de 2004.

## Los artículos de la directiva
Los artículos de la directiva:
- Alcance (La directiva no se aplica a ensayos no intervencionales).
- Definiciones
- Protección de los sujetos de los ensayos clínicos
- Ensayos clínicos sobre menores de edad
- Ensayos clínicos sobre adultos incapacitados que no están en condiciones de dar su consentimiento informado jurídicamente válido
- Comité de Ética
- Único dictamen
- Orientación detallada
- Comienzo del ensayo clínico
- Ejecución del ensayo clínico
- Intercambio de información
- Suspensión del ensayo bajo infracciones
- Manufactura e importación de medicamentos en investigación
- Etiquetado
- Verificación de medicamentos en investigación conforme a las buenas prácticas clínicas y buenas prácticas de manufactura
- Notificación de eventos adversos
- Notificación de reacciones adversas graves
- Informes de orientación
- Disposiciones generales
- Adaptación al desarrollo científico y técnico
- Procedimiento de comitología
- Uso
- Entrada en vigor
- Destinatarios

## Los efectos de la directiva
Se considera que aumentó los costes de hacer pruebas clínicas en la UE, y que causó la reducción en el número de tales pruebas, especialmente de estudios académicos y de otros que buscaban usos nuevos para fármacos viejos. 

Alemania derogó la directiva. 
Será reemplazado por el Control de Pruebas Clínicas de la UE en 2016. Los cambios entrarán en vigor en 2018.

En 2016 España aprobó la directiva con críticas de los círculos académicos.